# 아이슬란드 요리

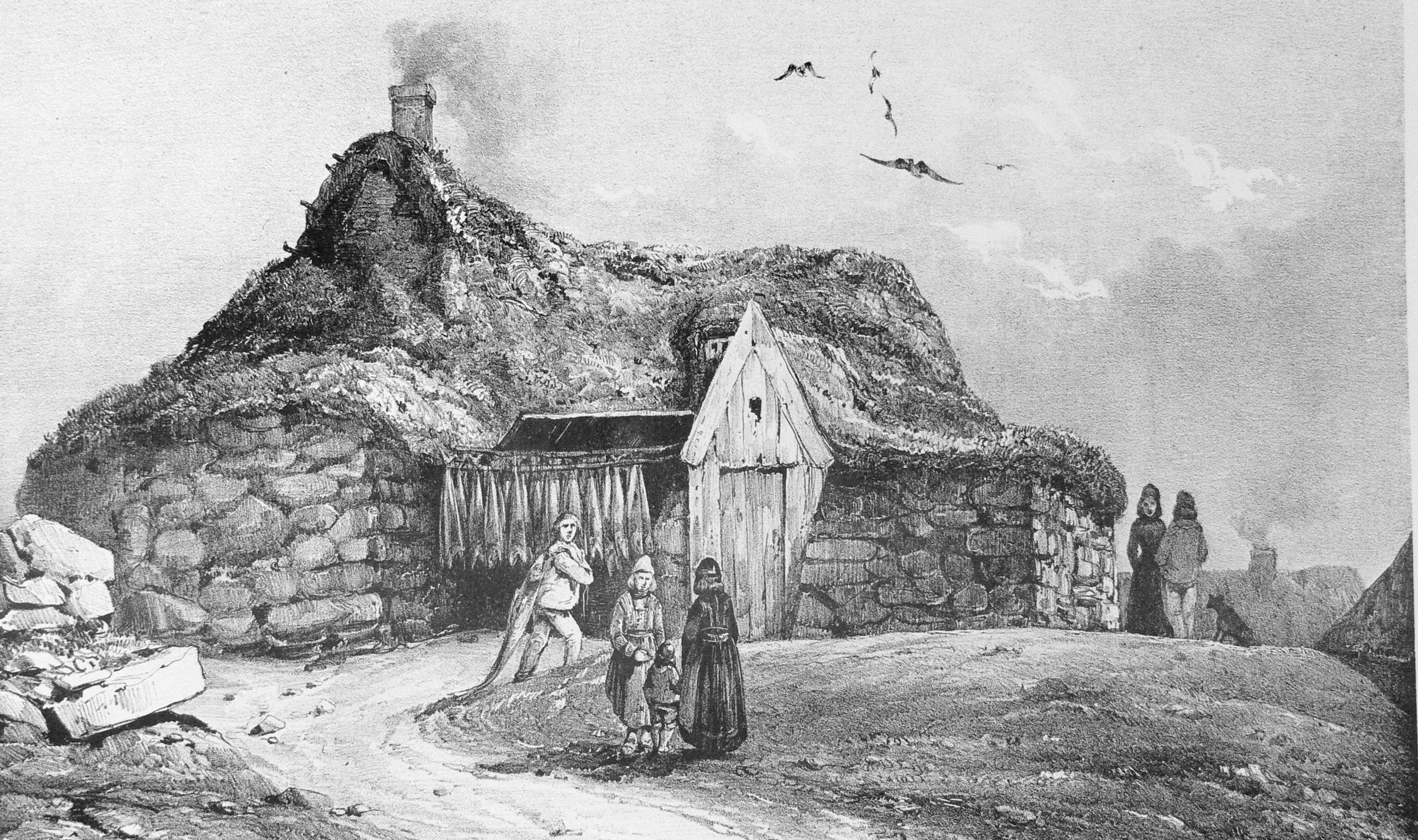
레이캬비크에 있는 어부의 집을 그린 1835년 그림. 아이슬란드 사람들이 많이 먹는 식재료인 물고기를 바람에 말리고 있다.

아이슬란드 요리(Iceland 料理, 아이슬란드어: íslensk matargerð 이슬렌스크 마타르게르드)는 북유럽에 있는 아이슬란드의 요리이다. 생선이 중요한 부분을 차지한다. 이외에는 낙농제품이나 양고기가 주재료로 쓰인다. 인기 있는 음식으로는 스키르(skyr)나 연기로 익힌 양고기 항기키외트(hangikjöt) 등 외에 다수가 있다.

## 음식의 종류
아이슬란드에서는 각 지방마다 특산물에 따라 그 종류가 다양하게 나뉜다. 그 질은 아주 좋은 편이며 좋은 환경 덕택에 오염되지 않은 재료로 음식을 맛볼 수 있다.

## 생선
북대서양에서 잡힌 신선한 생선으로 요리를 할 수 있어 세계적으로도 아이슬란드의 어획량이나 이를 토대로 한 음식이 정평이 나 있다. 신선한 생선은 연중 내내 잡히는데 간하지 않은 대구도 이에 포함된다. 대개 유럽산 가자미, 해덕, 새우, 청어를 아이슬란드 사람들이 즐긴다. 심지어 삭힌 상어도 먹는다.

## 육류
산악 지역에서 양이 자유롭게 방목되기 때문에 양고기 소비가 많은 편이다. 아이슬란드는 육류 생산에 아주 엄격한 편이며 호르몬 주사를 동물에 주입하여 인위적으로 생산하는 것은 엄중 처벌 대상이다. 가금류를 키우는 농장도 상당히 많으며 닭과 오리 그리고 칠면조를 많이 기른다. 양 고환도 먹는다. [1]

## 과일과 채소
아이슬란드가 북극권에 드는 나라인 것은 확실하지만 대서양 난류로 아이슬란드는 그렇게 춥지 않다. 밭이나 작은 정원에서 채소를 많이 키우고 감자나 양배추가 많다. 하우스에서 화훼나 과일류를 재배하기도 한다.

## 요식업
아이슬란드에서는 요식업이 잘 발달되어 있어 고품질의 생선 요리나 고기 요리를 시골에서 가져와 제공하기도 하며 요식업체들의 신선도나 제공 정도를 가지고 축제를 하여 우수한 팀을 뽑기도 한다.

## 같이 보기
- 북유럽 요리